# The Calm
The Calm — мини-альбом Insane Clown Posse, выпущенный 17 мая 2005 года.

## Об альбоме
The Calm первый релиз после окончания саги Dark Carnival.
На обложке изображены круги на поле, которые расшифровываются как «ICP». В нескольких треках содержатся отсылки к этим кругам.

## Список композиций
1. «Intro» — 1:29
2. «Rollin' Over» — 3:42
3. «Rosemary» — 3:40
4. «Crop Circles» — 3:49
5. «Deadbeat Moms (featuring Esham)» — 3:07
6. «We’ll Be Alright» — 4:37
7. «Like It Like That» — 3:02
8. «Off The Track» — 3:56

## Позиции в чартах
| Чарт (2005)              | Высшая позиция |
| ------------------------ | -------------- |
| Billboard 200            | 32             |
| Топ независимых альбомов | 1              |
| Топ интернет-альбомов    | 32             |